# Vibrio harveyi

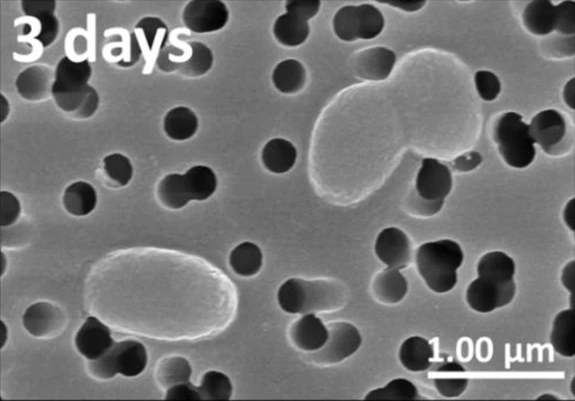
Población de Vibrio harveyi incubada en agua de mar a 30 °C durante 3 días.

Vibrio harveyi es una bacteria marina gramnegativa, bioluminiscente y del género vibrio. V. harveyi tiene forma de varilla, es móvil (a través de flagelos polares), facultativamente anaeróbico, halofílico y competente tanto para el metabolismo fermentativo como respiratorio. No crece por debajo de los 4 °C (crecimiento óptimo: 30° a 35 °C). V. harveyi se puede encontrar nadando libremente en aguas marinas tropicales, comúnmente en la microflora intestinal de los animales marinos, y como patógeno primario y oportunista de los animales marinos, incluidos los corales gorgonianos, las ostras, los langostinos, las langostas, el róbalo común, el barramundi, el rodaballo. Es responsable de la vibriosis luminosa, una enfermedad que afecta a los langostinos cultivados comercialmente. Además, basándose en muestras tomadas por barcos oceánicos, se cree que V. harveyi es la causa del efecto de los mares lechosos, en el que, durante la noche, se emite un brillo azul uniforme desde el agua de mar. Algunos resplandores pueden cubrir casi 6.000 millas cuadradas (16.000 km²).